# Gonna

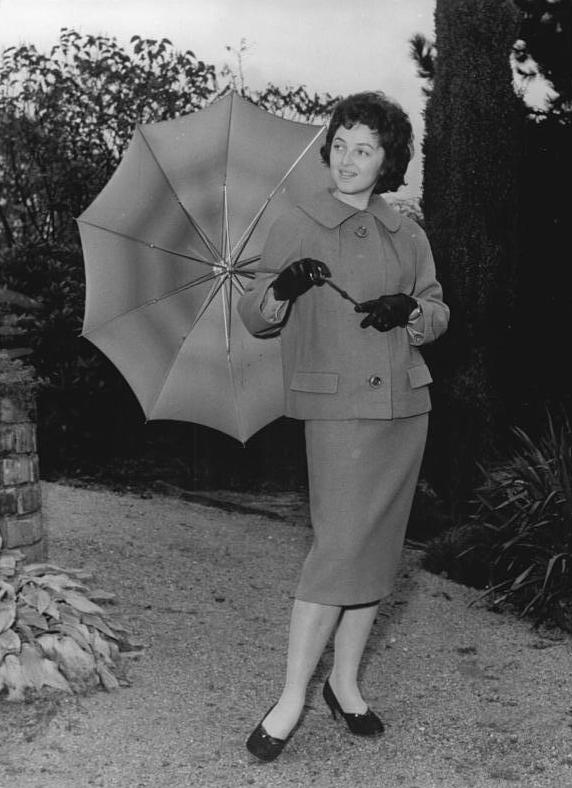
Un tailleur-gonna del 1958

La gonna è l'indumento unisex più semplice che possa esistere per coprire il corpo e per questo è stata usata, sotto varie forme, fin dall'antichità. Ha la forma di un tubo o cono, allacciata attorno alla vita e che copre le gambe completamente o parzialmente. Esistono parecchi modelli di gonne, dai più semplici, costituiti da un unico tessuto unito, da un semplice drappo, ai più particolari, con forme originali ottenute tramite cuciture, imbastiture, pieghe, ornamenti. La lunghezza è un elemento che varia moltissimo e può raggiungere qualsiasi livello della gamba: può arrivare solo alla coscia, al ginocchio, alle caviglie, presentando in questo caso degli spacchi per consentire maggiore facilità di movimento, o lambire addirittura il suolo, caratterizzandosi per la presenza di uno strascico.
I tessuti utilizzati sono tra i più svariati: viscosa, jersey, jeans, ecc. Per la stagione estiva, si sceglieranno delle gonne in stoffa leggerissima, che permettono di far respirare le gambe e di “coprirle” al tempo stesso. Al contrario, per l'inverno esistono gonne in tessuto di velluto, molto calde per proteggere le gambe dal freddo, che abbinate con degli stivali permettono di non avere i pantaloni e le gambe bagnate.
L'uso sociale del mondo occidentale, per cui le donne talora indossano gonne e vestiti che terminano in analoga foggia, ha storicamente determinato la nascita del telaio di bicicletta detto "da donna".

## Evoluzione
L'antichità
La gonna nell'antichità era un indumento indossato da entrambi i sessi. Le testimonianze più antiche risalgono al periodo delle civiltà mesopotamiche. I kaunakès erano delle gonne a balze, più o meno lunghe e realizzate con la pelle degli ovini.
Nel periodo egizio gli uomini si vestivano con un corto panno di lino che partiva dall'ombelico e poteva avere diverse lunghezze detta pano. I faraoni e i nobili indossavano una versione più evoluta del pano, chiamato skentis, che era confezionato con tessuti più pregiati e decorati.
Le donne cretesi indossavano lunghe gonne a campana stratificate e sorrette da giunchi a cui si univa un corsetto aderente che lasciava scoperto il seno.
Nell'epoca greca e romana le persone di entrambi i sessi si vestivano in modo simile, indossavano un peplo attorno ai fianchi e una mantella che avvolgeva tutto il corpo.
Il Medioevo
Dopo la caduta dell'Impero romano d'Occidente, la gonna venne sostituita dalla tunica fino all'Alto Medioevo. Le donne, gli imperatori e il clero stratificavano le tuniche, mentre gli uomini indossavano dei calzoni, adatti alla vita militare. Fino al 1400 la sottana veniva identificata come indumento unico, solo alla fine del Rinascimento questa veste si divise in corsetto e sottana.
Il Rinascimento e il 1600
A partire dal 1500 le persone iniziarono a indossare abiti diversi a seconda del sesso e le gonne cambiarono nelle varie nazioni e culture. La nobiltà veniva ritratta con gonne preziose e voluminose, che ne identificavano la supremazia, ma che impedivano molti movimenti. La gonna poteva avere diverse forme: a cono, a cupola, a tamburo o a campana.
Il costume popolare invece, riproponeva gonne semplici che ripetevano lo stesso stilema: arricciate in vita e lunghe fino al polpaccio o poco più.
In Spagna però, la gonna aveva una struttura più complessa sostenuta da diversi cerchi rigidi chiamarti verdugos. Questi erano cuciti sulla parte esterna della gonna e foderati con un tessuto in contrasto con quello del fondo. Nel 1600 la sottana iniziò ad ammorbidirsi grazie alla sovrapposizione di tessuti, che venivano alzati sui fianchi e creavano uno strascico la cui lunghezza era determinata dal grado di nobiltà della dama. Solo alla fine del secolo nacque la gonna vera e propria, definita jupe sul dizionario francese. Nel secolo dei lumi, l'abito continuò ad alleggerirsi sempre più ed era unito a un carcao, il quale veniva sostenuto dal panier (una struttura a cerchio fatta di vimini)
La rivoluzione francese
All'apice della rivoluzione il rigonfiamento delle sottane si spostò dai fianchi sul dietro tramite il sellino. La linea si semplificò e il corsetto abbinato a questa gonna assomigliava sempre di più al frac indossato dagli uomini. Anche diversi accessori da uomo venivano utilizzati dalla donna come i guanti, il bastone e il cappello a cilindro.
L'epoca vittoriana
Dal 1820 la gonna assunse una forma a campana e la silhouette diventò a clessidra o a triangoli contrapposti. Nel corso degli anni le dimensioni di questo indumento aumentarono sempre di più fino al 1860 quando la gonna raggiunse la massima ampiezza, definita a mongolfiera. Questo volume veniva dato dalle crinoline, delle strutture di acciaio indossate con diverse sottane e mutandoni di pizzo.
Alla fine del secolo, la crinolina passò di moda e il volume tornò nuovamente sul lato posteriore della gonna.
Il 1900
Tra la fine dell'800 e l'inizio del 1900, i movimenti di emancipazione femminile trasformarono completamente l'abbigliamento delle donne: i volumi diventarono sempre più contenuti e le decorazioni sparirono. All'inizio del nuovo secolo le gonne proposero forme e lunghezze diverse, si aggiunsero balze, pieghe e passamanerie. Il cambiamento radicale arrivò con la nascita e la diffusione del tailleur. Questo abito costituito da due pezzi, la giacca dal taglio maschile e la gonna svasata, erano in tinta e permettevano alla donna di indossare questo completo in moltissime occasioni. Durante il primo decennio del secolo, lo stile della gonna si avvicinò alle culture orientali e si liberò, finalmente, di qualunque sotto struttura.
Gli anni 1920 e il primo dopoguerra
Negli anni 1920 la gonna subì un cambiamento che segnerà poi l'intera epoca: l'indumento si accorciò fino ad arrivare all'altezza del ginocchio e la figura a S della donna venne messa da parte per favorire una più androgina. Coco Chanel propose alla donna mascolina con i capelli à la garçonne linee e tessuti ispirati dal mondo maschile, ma che non perdevano la femminilità che ha sempre caratterizzato la donna. L'innovazione era data da un coordinato in jersey, composto da una gonna a pieghe e un cardigan o un pullover a seconda della situazione.
Il secondo conflitto mondiale
In Europa, nei paesi impegnati nel conflitto, la moda passò in secondo piano e gli indumenti si adattano alla carenza di materiali disponibili. Si modificarono i vecchi abiti per farne di nuovi e nacque la gonna a pantalone per affrontare una vita più disagiata, ma dinamica.
Il secondo dopoguerra
È dal secondo dopoguerra che la gonna iniziò ad avere le caratteristiche dell'indumento come lo conosciamo noi. Dior rivoluzionò la storia nel 1947 con il New Look, un completo costituito da una gonna molto ampia, a corolla e a pieghe, molto simile a un fiore. L'idea dello stilista fu quella di sottolineare e valorizzare le forme delle donne, anche quando questo non era possibile. Infatti, dove madre natura non era intervenuta, era lo stilista che aggiungeva imbottiture all'altezza del seno e dei fianchi. La vita era tornata sottilissima per evidenziare l'ampiezza della gonna e la lunghezza era tornata al polpaccio e in occasioni più eleganti fino a terra. In contrapposizione a questa versione della donna, Coco Chanel, nel 1954, creò il “tailleur chanel”, il completo con giacca e gonna dello stesso colore che rendevano la donna nuovamente agile e libera di muoversi senza rovinare i propri abiti.
Gli anni 1960
Gli anni 1960 furono anni pieni di contestazioni e di libertà, la beat generation lottava contro il conformismo e le donne chiedevano sempre più diritti e lottavano per averli. Durante questi anni avvenne la creazione di uno degli indumenti più discussi del nostro secolo: la minigonna. Mary Quant è la creatrice di questo capo d'abbigliamento molto criticato e definito a volte volgare poiché questa gonna solitamente arriva a coprire solo l'inguine. La linea è drittissima e geometrica, come i disegni che la decoravano. Negli stessi anni nasce la cultura hippy e le donne rifiutarono indumenti dalle linee geometriche e perfette per adottare gonne lunghe, morbide e decorate con arricciature e frange, indossate dai popoli africani, indiani e messicani. Anche i patchwork e le imperfezioni delle stampe artigianali rendevano queste gonne uniche e controcorrente.
Gli anni 1970 e successivi
Negli anni 1970 la gonna passò in secondo piano e si diffuse uno stile unisex, nel quale i jeans la facevano da padrone. La gonna veniva indossata solo dalle donne in carriera che erano però discriminate sul posto di lavoro poiché l'ambiente era ancora particolarmente maschilista. Negli ultimi trent'anni non vi sono stati grandi cambiamenti tra le gonne, ma le donne sono tornate a indossarle in tutti i modi e ognuna decide quale modello indossare a seconda delle proprie preferenze e comodità.

## Caratteristiche

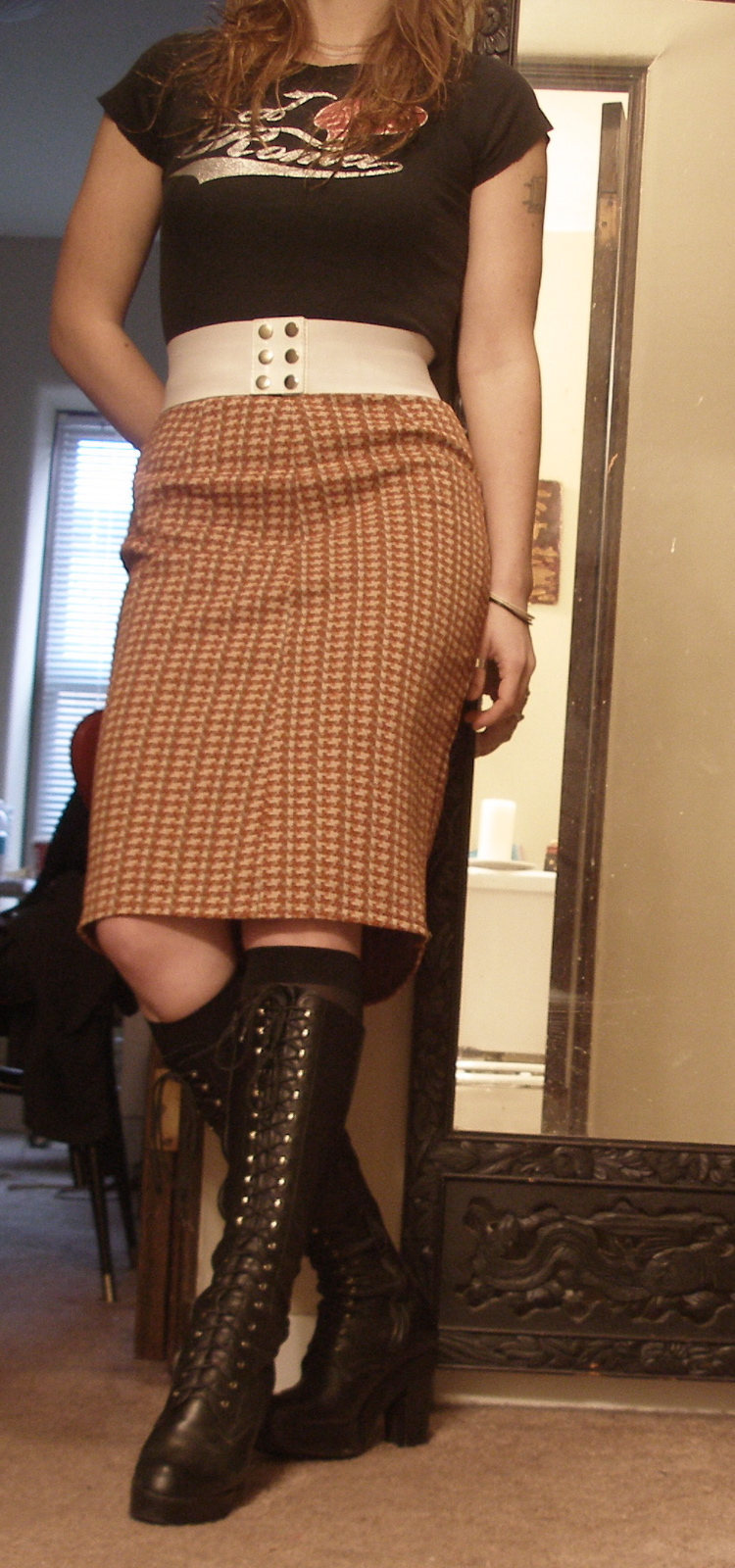
Una gonna

Nella cultura occidentale, la gonna è un tipico indumento femminile e di solito riservato alle donne.
Esistono comunque delle eccezioni, come il kilt scozzese, tradizionalmente maschile, nonché gonne per uomini presentate da alcuni stilisti.
Nella sua versione più semplice, una gonna è un semplice drappo, cioè un tessuto in un unico pezzo, per esempio come un pareo, ma la maggior parte delle gonne assume una forma particolare attorno al corpo, ottenuta con cuciture, imbastiture e pieghe. Mediamente le gonne più diffuse sono quelle che arrivano o superano di poco il ginocchio, in quanto le più comode e più facili da portare. Infatti, coprono bene il corpo ma permettono un buon movimento alle gambe.
Anche le cosiddette “minigonne” sono un indumento sempre di moda, ma hanno lo svantaggio che si devono assumere delle posture particolari onde evitare che si vedano le mutande.
L'orlo inferiore della gonna, a seconda dello stile, può essere a ogni livello, dalla parte superiore delle cosce fino alle caviglie e anche al livello del suolo. La gonna può anche essere più lunga delle gambe e avere uno strascico.
Sono tanti i tessuti da scegliere per questo tipo di capo di abbigliamento. Innanzitutto, bisogna capire per quale occasione dovremo indossare il capo, in che stagione ci troviamo e infine seguire i nostri gusti. Diciamo che, se occorre comprare una gonna per una cerimonia o comunque una qualsiasi occasione importante, nella boutique si trovano gonne abbinate a giacche (i classici tailleur) in diversi tessuti e stili eleganti. Si può scegliere tra gonna in puro lino se si è in estate o gonne realizzate in cotone o lana per la stagione media o la stagione fredda. Se invece si compra la gonna per le serate tra amici o semplicemente per andare a lavorare, i tessuti sono tra i più svariati: viscosa, jersey, jeans, si ha di che scegliere. Un tessuto “commerciale” è la viscosa, utilizzata un po' in tutte le stagioni. Per la stagione estiva, si possono acquistare gonne in stoffa leggerissima, che permettono di far respirare le gambe e di “coprirle” al tempo stesso. Al contrario, per l'inverno esistono gonne in tessuto di velluto o di lana, molto calde per proteggere le gambe dal freddo che abbinate con degli stivali permettono di non avere i pantaloni e le gambe bagnate.
Storicamente, sono esistite gonne di ogni lunghezza, da quelle di alcune nobildonne del Medioevo che avevano un diametro di oltre tre metri, alle minigonne degli anni sessanta in uso ancora oggi. Una misura comune è al ginocchio o appena sopra. Le gonne più lunghe presentano uno spacco come elemento stilistico e per facilitare i movimenti di chi le indossa.
Sia in Europa sia in America, le gonne sono indossate da donne di ogni età in ogni situazione, come alternativa ai pantaloni. In certe occasioni di lavoro, le donne indossano di preferenza la gonna. Questo può essere per vari motivi, ma più comunemente per rivendicare la loro femminilità in un ambiente maggiormente maschile (dirigenti), oppure per non uniformarsi all'abbigliamento maschile di lavoro che impone la giacca e la cravatta. In generale, le donne indossano la gonna o il pantalone sul lavoro in maniera indifferente, a meno di dover compiere dei lavori per i quali il pantalone è ovviamente più pratico.
La gonna fa parte anche di molte divise, militari e da lavoro. Per esempio, le divise delle hostess delle compagnie aeree e le uniformi scolastiche comprendono spesso la gonna.
La gonna è anche indossata principalmente nelle occasioni formali, come cene, matrimoni, e cerimonie. Nei paesi a clima freddo, talvolta si fa eccezione a questa regola nei mesi più rigidi. In alcuni Paesi dell'Africa, del Medio Oriente e dell'America centrale e meridionale, la cultura tradizionale considera inappropriato che le donne indossino i pantaloni.
In Italia esisteva, nel paese di Rivanazzano, in provincia di Pavia, uno stile del tutto particolare di gonna, elaborato in modo da evidenziare in maggior misura le dimensioni del sedere femminile (fino a quattro volte quelle reali) e che divenne celebre nel dopoguerra: la gonna di Rivanazzano comparsa poi nel film di Federico Fellini 8½.

## Tipologia

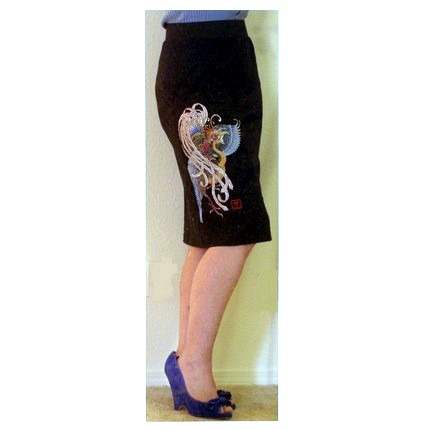
Una gonna dritta al ginocchio

Esistono moltissimi tipi di gonne, che variano in funzione della moda, dell'età della persona che la indossa, della forma del corpo (per esempio, una persona con le ginocchia grosse preferirà una gonna sotto al ginocchio) e dell'occasione.
- La minigonna è una gonna realizzata con poca stoffa, ridotta ai minimi termini, ovvero capace di coprire il minimo indispensabile. Fu inventata nel 1963 dall'inglese Mary Quant.

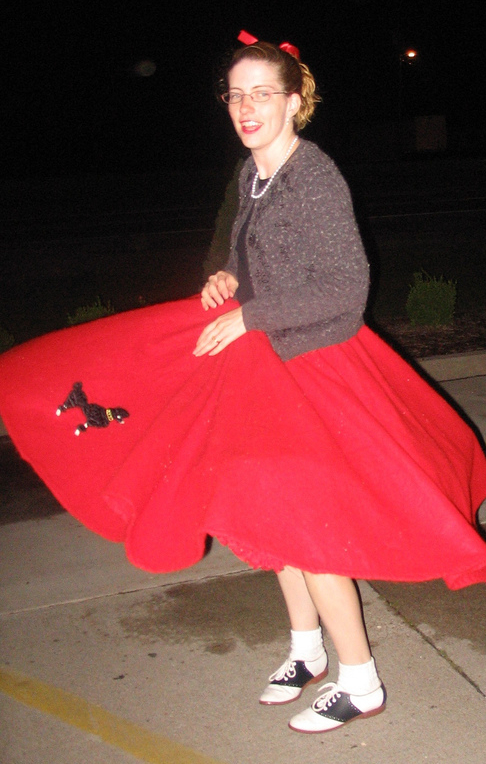
Una gonna a campana

- La gonna a portafoglio è una gonna che, come dice la parola, si chiude a portafoglio. Immaginate una stoffa lunga che anziché indossarla, bisogna avvolgerla fino a racchiuderla, aiutandosi con dei bottoncini ai tre quarti della larghezza, ma non solo. Per “fermare” la gonna a portafoglio, bisogna (solitamente nel fianco destro) “chiuderla” con un bottone. L'ultima ala del portafoglio, si chiude con un altro bottone o dei laccetti sempre, all'altezza della vita. Mentre la gonna a portafoglio ha diverse lunghezze, le gonne a pantalone sono  piuttosto corte. Un modello classico di gonna portafoglio è il kilt che viene indossato sia dalle donne sia dagli uomini. Le uniche due differenze sono la grandezza delle cinghie (più larghe nel kilt maschile) e la chiusura (a sinistra per gli uomini e a destra per le donne). Entrambi i modelli di kilt hanno una spilla nella parte bassa della gonna per evitare che si apra e mostri le cosce.
- La gonna a pantalone, un pantaloncino con staccato al fianco destro un pezzo di stoffa che va a chiudersi nel fianco opposto, nello stesso modo della chiusura della gonna a portafoglio. Variano le lunghezze. Le gonne a pantalone sono generalmente piuttosto corte.
- La gonna a campana è piuttosto lunga, e arriva oltre al ginocchio. È denominata gonna a campana per la sua forma. Se si prova a fare la “giravolta” con questo tipo di gonna, prende la forma di una campana. Questa gonna è solitamente portata con scarpe piuttosto basse.
- La longuette è una gonna la cui lunghezza supera il ginocchio. Ha una lunghezza particolare che lascia le gambe coperte, e mette in risalto le scarpe.
- La gonna da uniforme è caratterizzata da un taglio corto, presenta delle pieghe nel modello classico. Creata per essere utilizzabile per attività sportive, mantiene comunque una linea fine e indossabile in contesti di diverso livello di formalità. Utilizzata nella divisa di alcune università straniere alle volte può mostrare un motivo a quadri.
- La gonna a palloncino è una gonna di media-corta lunghezza, caratterizzata da un rigonfiamento che la rende larga sui fianchi mettendo in mostra la gamba a partire da sopra il ginocchio. Spesso utilizzata per nascondere fianchi e cosce importanti.
- La gonna a ruota è aderente ai fianchi e si allarga sulle gambe. Adatta a qualsiasi tipo di corporatura, presenta piegature cucite a partire dalla vita simili al modello classico della gonna da uniforme.
- Il sarong è una gonna unisex di origine malese. Alcuni modelli di questo tipo di gonna sono utilizzabili anche come abito in quanto possono essere spostati e adattati al collo o ad altezza fianchi in pochi secondi. Realizzata da sottili teli in cotone o seta, in Africa viene chiamata con il nome di kanga nell'opzione femminile o kikoi in quella maschile.
- La gonna a fazzoletto o gonna a tulipano è formata da due strati di tessuto di lunghezza diversa, che andando a sovrapporsi, creano una linea obliqua al centro, ricreando dunque la forma dei petali di un fiore.
- La gonna a sirena è stretta alla vita, e si allarga sulle cosce per poi stringersi ad altezza ginocchio. La gonna successivamente si apre in modo omogeneo, creando la forma della coda di un pesce.
- La gonna a balze è una gonna di lunghezza variabile che presenta piegature orizzontali per tutta la lunghezza. Differenziata dalla gonna a pieghe per l'orientamento delle stesse. Solitamente realizzata in cotone o in materiali più pesanti se corta.
- La gonna a-line è una gonna piccola in vita e si estende verso l'esterno all'estremità inferiore della gonna.
- La gonna asimmetrica è una gonna che ha dimensioni diverse.
- La gonna a bolle è una gonna gonfiata sull'orlo che dà la somiglianza delle bolle.
- La gonna a manico di scopa è una gonna lunga pieghettata dalla vita fino all'orlo.
- La gonna a cerchio è una gonna corta con bottoni ed è anche usata dai ballerini.
- La gonna svasata è una gonna che sporge all'orlo e si muove e scorrono mentre uno si muove.
- La gonna a vita alta è una gonna che è più ampia rispetto ad altri tipi di gonne e può essere sia corta che lunga.
- La gonna a più livelli è una gonna che ha diversi strati cuciti uno sull'altro.

## Gonne maschili

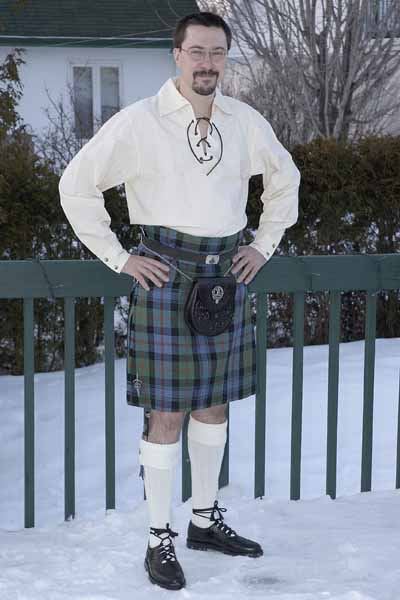
Un kilt

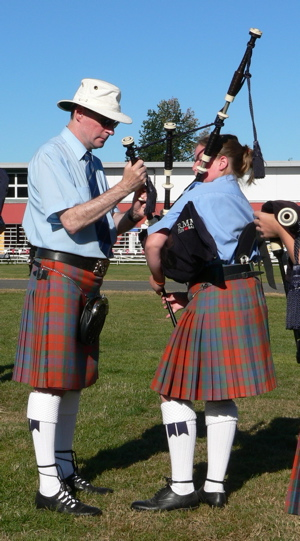
Uomo e donna in gonna

Esistono molti abiti maschili che comprendono una gonna o comunque una forma a tunica, tra i quali il kimono giapponese, il cheongsam cinese e il deshdasheh (o thobe) arabo.
In Europa, gli esempi più famosi sono il kilt scozzese, il sarong (mostrato nelle gonne femminili e la fustanella albanese e greca.
Inoltre, abiti a tunica sono indossati da appartenenti agli ordini religiosi. Esempi di questo sono la tonaca dei preti cattolici e il saio di molti ordini monastici.
Come per il pantalone femminile fino a qualche decennio fa, la gonna per gli uomini è ancora oggetto di forti pregiudizi, legati a omosessualità e omofobia. Tuttavia, se il pantalone è più pratico, per esempio per andare a cavallo o passeggiare in foresta, la gonna è più comoda, in particolare per passeggiare in città d'estate. È per questo che delle iniziative sono state intraprese per promuovere la gonna per gli uomini.